# Hommage 3 Fonteinen
Hommage 3 Fonteinen is een Belgisch bier.
Het bier wordt gebrouwen in Geuzestekerij 3 Fonteinen te Beersel.
Hommage 3 Fonteinen is een frambozengeuze met een alcoholpercentage van 8%. Het bier wordt bekomen door rijping van frambozen in jonge lambiek). Een beperkte hoeveelheid krieken wordt toegevoegd omwille van de kleur. In tegenstelling tot veel andere geuzebieren die beter worden met de tijd, wordt dit bier best binnen de 2 jaar gedronken, omdat het anders de kleur verliest (de kwaliteit blijft wel behouden). De naam “Hommage” verwijst naar het eerbetoon dat brouwer Armand Debelder hiermee wilde betuigen aan zijn vader Gaston Debelder.
Frambozenlambiek is door het Vlaams Centrum voor Agro- en Visserijmarketing (VLAM) erkend als streekproduct. Frambozengeuze is een door de Europese Unie beschermd label of Gegarandeerde traditionele specialiteit (GTS).